# جوش ايمانويل
جوش ايمانويل (بالإنجليزية: Josh Emmanuel) (18 أغسطس 1997 بلندن في المملكة المتحدة - ) هو لاعب كرة قدم بريطاني في مركز الدفاع. لعب مع إيبسويتش تاون ونادي كرولي تاون.

## وصلات خارجية
- جوش ايمانويل على موقع قاعدة بيانات كرة القدم.إي يو (الإنجليزية)
- جوش ايمانويل على موقع Soccerbase.com (لاعب) (الإنجليزية)